# Österreichischer Werkbund
Der Österreichische Werkbund (ÖWB), gegründet 1912 bei der 5. Jahresversammlung des Deutschen Werkbundes in Wien, war eine wirtschaftskulturelle Vereinigung von 178 Künstlern, Architekten, Unternehmern und Handwerkern. Der Deutsche Werkbund war das Vorbild und dessen Statuten wurden fast vollständig übernommen. Ziel der Werkbundbewegung war das Zusammenwirken von bildenden Künsten, Architektur und Handwerk sowie die Förderung der handwerklichen Qualitätsarbeit.

## Geschichte
Die erste Generalversammlung fand am 30. April 1913 statt. Erster Präsident war Adolf Freiherr Bachofen von Echt (1864–1947). Vizepräsident wurde der Generaldirektor des böhmischen Stahlwerks Poldihütte Alexander Pazzani. Mitbegründer des ÖWB war unter anderen Josef Hoffmann, der dem ÖWB jedoch nur bis 1920 angehörte. Er baute auf der großen Kölner Werkbundausstellung 1914 das Österreichische Haus, womit der ÖWB zum ersten Mal ausstellte. Dessen Innenhof und mehrere Ausstellungsräume wurden von Oskar Strnad gestaltet.
Weitere Gründungsmitglieder waren Gustav Klimt, Koloman Moser und Otto Prutscher, aus der jüngeren Generation Josef Frank, Hugo Gorge und Ernst Lichtblau aber auch staatliche Institutionen wie das Ministerium für öffentliche Arbeiten und die Wiener Kunstgewerbeschule und Firmen wie J. & L. Lobmeyr und Johann Backhausen. Ein eigens installiertes Lokal im Grandhotel diente dem Verkauf der Produkte aller Mitglieder.
Nach dem Ersten Weltkrieg 1918 engagierte sich der ÖWB für den sozialen Wohnungsbau in Wien. 1920 kam es zu Spaltungstendenzen und es entstand der Werkbund Wien, in dem Josef Frank mitwirkte, sowie 1923 der Steiermärkische Werkbund. 1928 erfolgte die Wiedervereinigung mit dem Wiener Werkbund. 1930 bis 1932 wurde unter Leitung von Josef Frank die Werkbundsiedlung Wien errichtet. 
Bereits kurz nach der Bauausstellung setzte der Zerfall des Österreichischen Werkbundes ein. Im Zuge der endgültigen Spaltung im Jahr 1934 wurde als Gegenpol zur bestehenden, politisch eher links ausgerichteten Werkbundvereinigung unter Josef Frank der politisch rechts stehende, konservative und teilweise auch latent antisemitische „Neue Werkbund“ unter der Leitung von Clemens Holzmeister gegründet. Noch im gleichen Jahr ging Josef Frank nach Schweden ins Exil. Damit war das Ende des „alten“ Werkbunds eingeläutet, ehe er 1938 unter den Nationalsozialisten aufgelöst wurde.
Nach dem Krieg gab es Ansätze für eine Wiederbelebung, in den fünfziger Jahren fanden einige Ausstellungen statt, eine dauerhafte Reaktivierung des Österreichischen Werkbunds aber gelang nicht.